# 通法寺

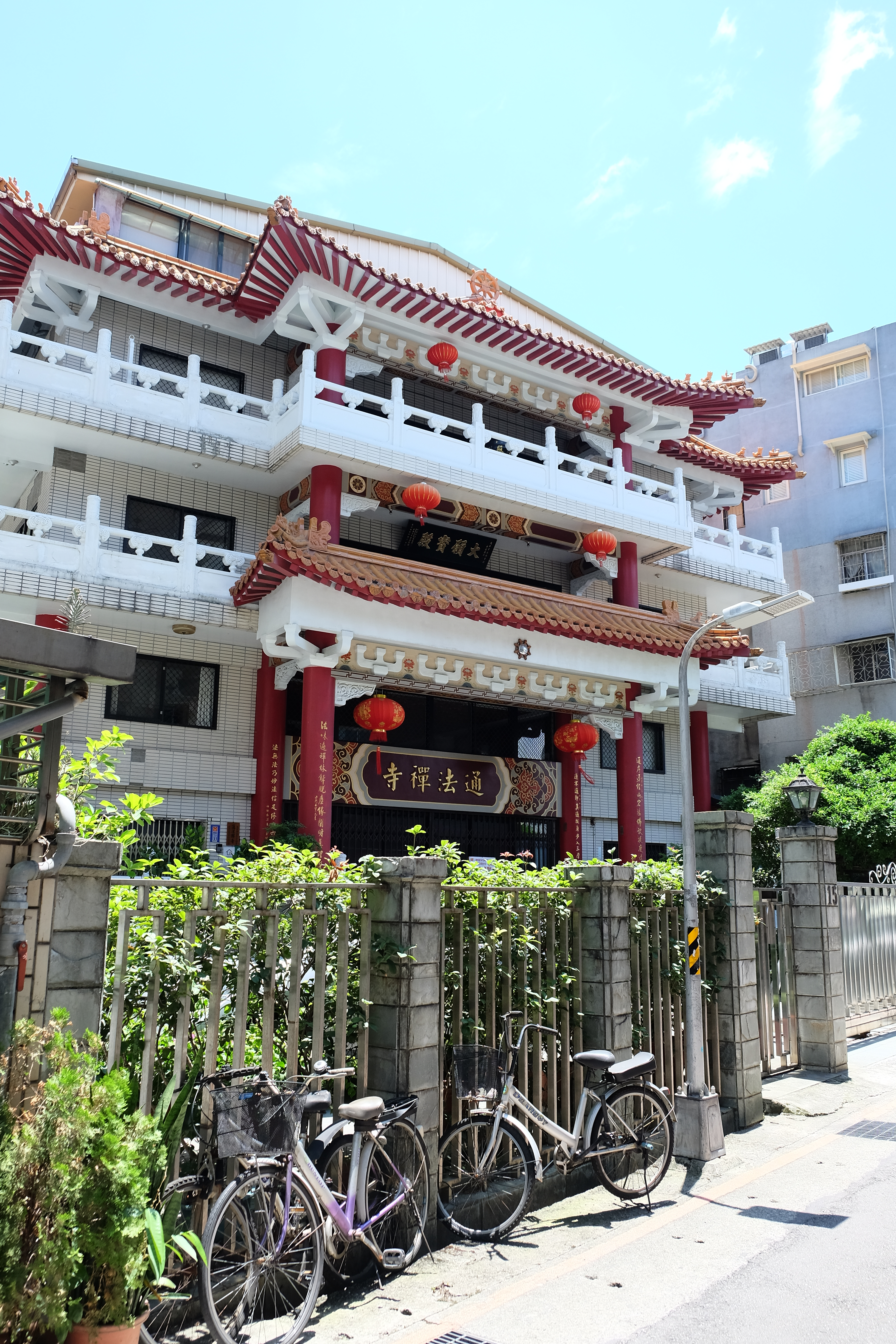
通法禪寺

通法寺位於台灣台北市廈門街，為主祀釋迦牟尼之佛教廟宇。該廟宇興建於1940年，為位於台北中正區之中型仿古廟宇建築。另外，該廟宇的組織型態為管理人制，祭典日期則是每年農曆之四月初八。
通法禪寺屬苗栗大湖法雲禪寺派下寺院，寺內庭院中之十一面觀世音菩薩及耳藥師石佛，則屬台北四國八十八所靈場巡禮中的佛像。

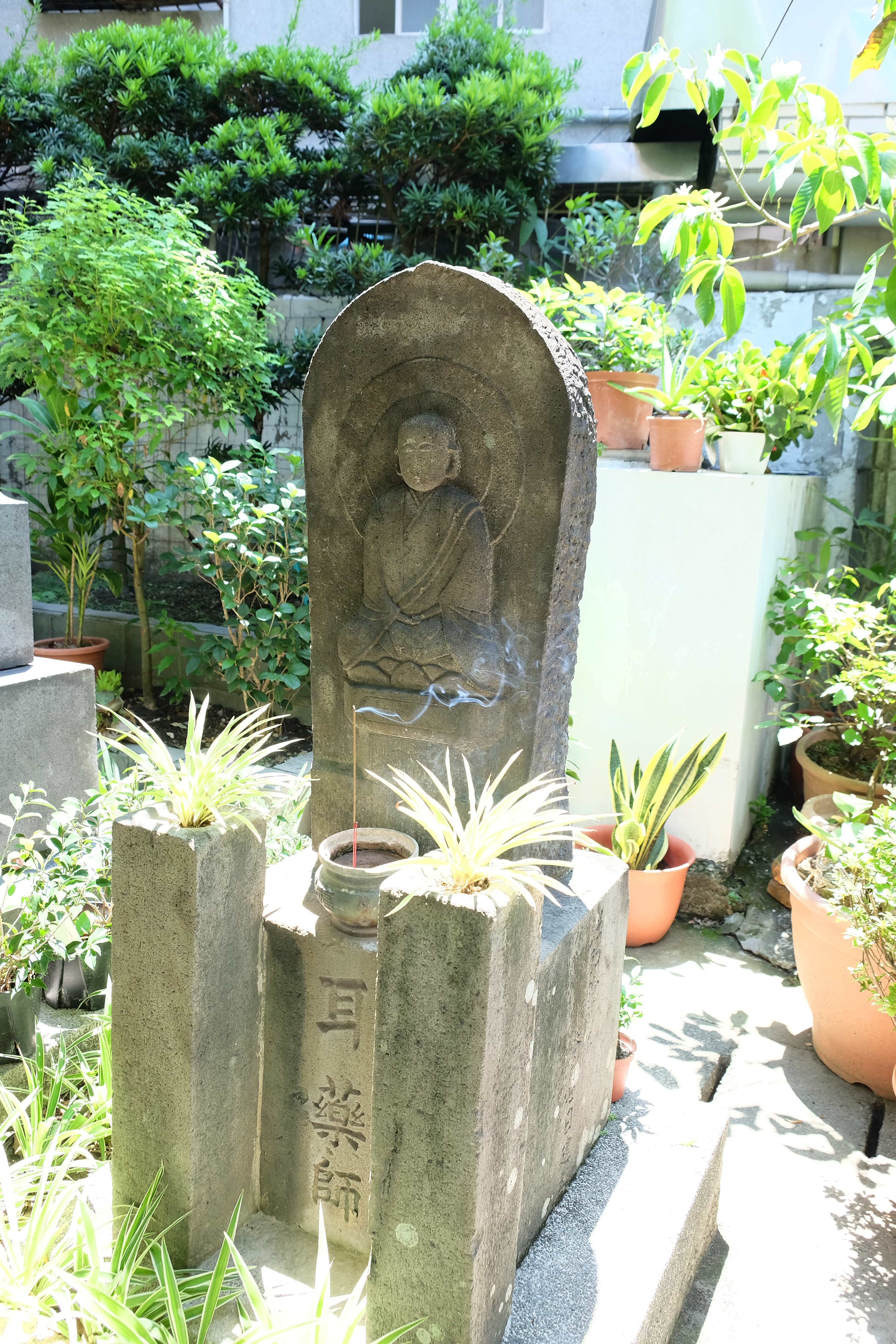
耳藥師
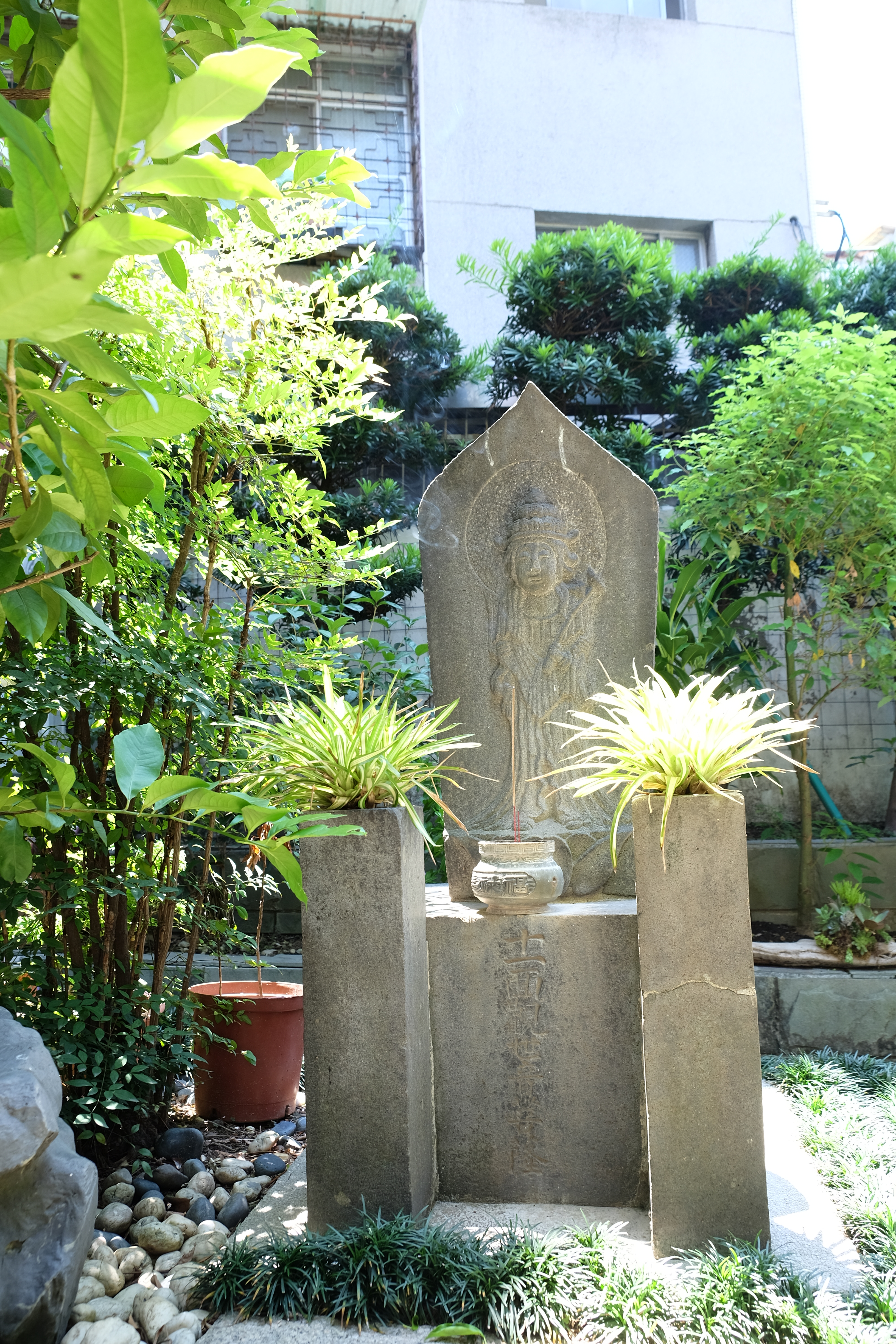
十一面觀世音菩薩
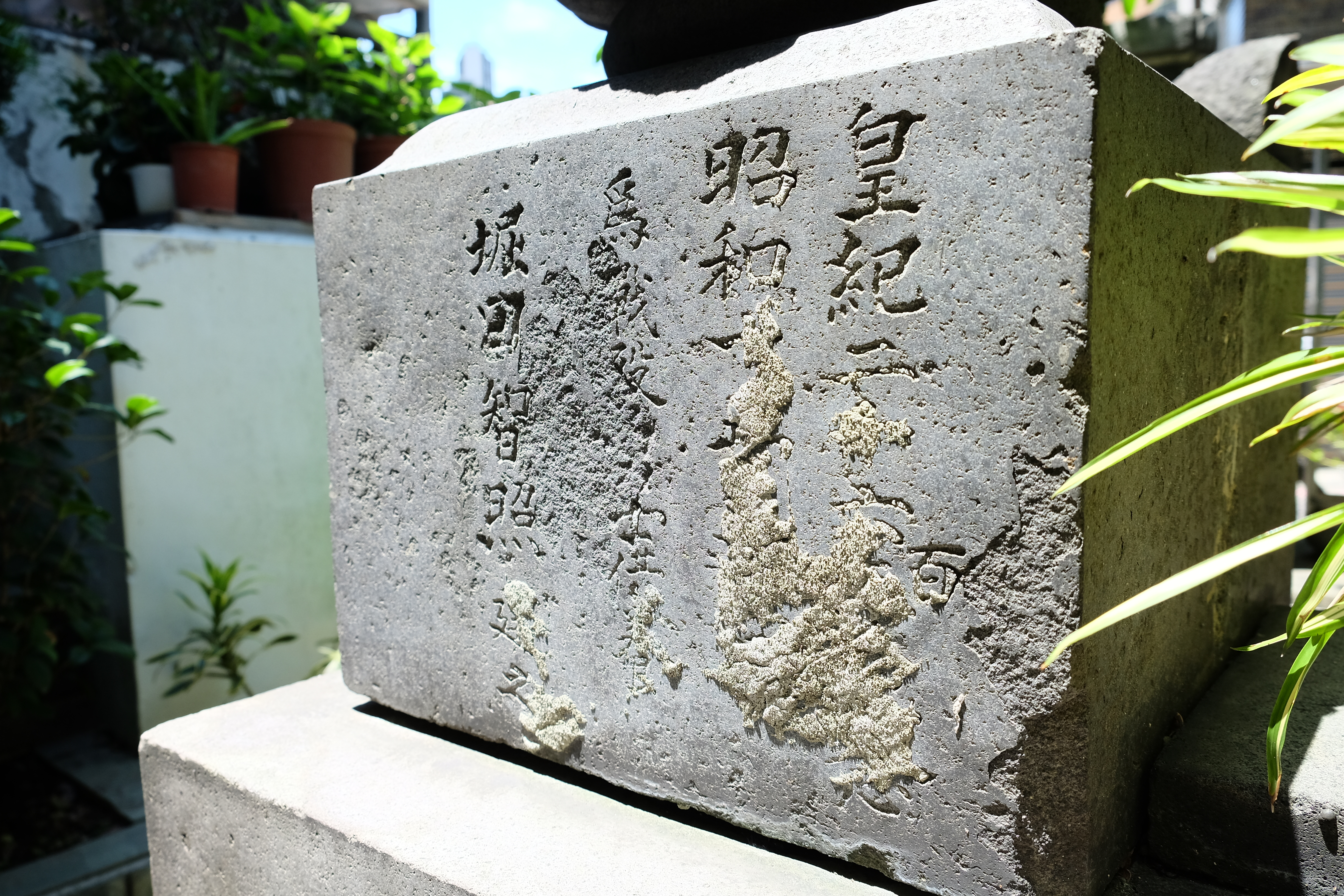
堀田智照-為戰歿將士供養